# Harmsdorf (Lauenbourg)
Pour les articles homonymes, voir Harmsdorf.
Harmsdorf est une commune allemande du Schleswig-Holstein, située dans l'arrondissement du duché de Lauenbourg (Kreis Herzogtum Lauenburg), à trois kilomètres à l'ouest du centre-ville de Ratzebourg. Harmsdorf fait partie de l'Amt Lauenburgische Seen (« lacs lauenbourgeois ») qui regroupe 25 communes autour de Ratzebourg.